# Brachyorrhos raffrayi
Espèce
Synonymes
- Atractocephalus raffrayi Sauvage, 1879
- Brachyorrhos albus var. conjunctus Fischer, 1880

Brachyorrhos raffrayi est une espèce de serpents de la famille des Homalopsidae.

## Répartition
Cette espèce est endémique de Ternate dans les Moluques en Indonésie.

## Description
Les mâles mesurent de 317 à 395 mm et les femelles de 345 à 575 mm, sans la queue. Cette espèce a la face dorsale brune avec des reflets ardoise. Sa face ventrale est noire.

## Étymologie
Cette espèce est nommée en l'honneur d'Achille Raffray.

## Publication originale
- Sauvage, 1879 : Sur un Rhabdosomien de genre nouveau provenant de Ternate. Bulletin de la Société philomathique de Paris, ser. 7, vol. 3, p. 61-63 (texte intégral).